# カナフレックス硬式野球部
カナフレックス硬式野球部（カナフレックスこうしきやきゅうぶ）は、滋賀県東近江市に本拠地を置き、日本野球連盟に加盟する社会人野球の企業チーム。
運営母体は、パイプ、ホース、建材などの製造・販売を手掛けるカナフレックスコーポレーション。同社の滋賀工場のある滋賀県東近江市に、活動の拠点を置いている。

## 概要

### 創部までの経緯
カナフレックス社では、事実上休部していた軟式野球部の復活を計画。さらに、「（野球部を）やるなら、都市対抗野球大会を目指せるようなチームにしたい」という金尾茂樹社長の意向で、前述した計画を硬式野球部の創設に変更した。
2013年には、関西独立リーグ・大和侍レッズの投手として前年に最多勝利を挙げながら、チームの活動休止によって移籍先を探していた飯田将多を社員として採用。硬式野球部の創部を機に、投手兼任扱いで初代監督に据えた。さらに、西鉄ライオンズなどのNPB数球団で外野手として活躍した高橋二三男を顧問に迎えたうえで、活動を開始。滋賀県内では6年振りの企業チームとして、同年12月18日付で日本野球連盟に登録された。

### 創部後
初年度の2014年には、都市対抗野球滋賀県1次予選と日本選手権近畿地区予選で敗退。また、投手兼初代監督の飯田が、シーズン終了後に退社した。
2015年には、南海ホークスの主力選手として活躍した後に、福岡ソフトバンクホークスのコーチや独立リーグの球団で監督を歴任した河埜敬幸を第2代監督に招聘。顧問の高橋もコーチに就任した。都市対抗野球では滋賀県・京都府・奈良県1次予選で敗退したが、9月の日本選手権の近畿地区予選では延長11回の末に、ニチダイに勝利。創部2年目で初めての全国大会出場を果たした。本戦では、開幕試合（1回戦）で前回大会優勝の西濃運輸と対戦したが、初戦敗退を喫している。
2016年には、都市対抗野球・日本選手権ともに本戦出場は果たせなかったが、副主将の藤井宏政内野手（元：阪神タイガース育成選手）が三菱重工神戸・高砂（近畿第2代表）に、エースの大西健太投手がNTT西日本（近畿第3代表）の補強選手にそれぞれ選出。部員では初めて、都市対抗の全国大会を経験した。この大会に補強選手として出場した87選手のうち、地区1次予選で敗退したチームから選ばれたのは、藤井と大西だけである。また、同年から2019年まで在籍していた安田権守外野手は、2020年にKBOの斗山ベアーズへ入団。プロ野球未経験の部員から初めてのプロデビューを果たした。
なお、第2代監督の河埜は、2020年からゼネラルマネジャー（GM）へ就任。南海時代のチームメイトで、現役引退後に独立リーグの球団でコーチを歴任した山田勉を第3代の監督に迎えた。2021年には、阪神で中継ぎ投手として活躍した福間納（山田が松下電器産業野球部の外野手だった時期のチームメイト）を投手コーチに招聘。2022年には、山田に代わって監督を任せている。
藤井は2017年限りで現役を引退すると、2018年からコーチに転身。2022年には「助監督」として福間を支えていたが、2023年4月15日付で退社した。2023年には、福間が監督を続ける一方で、大西がコーチを兼務している。

## 沿革
- 2013年 - 『カナフレックス硬式野球部』として創部し、入団セレクションを実施。日本野球連盟に加盟。
- 2014年 - 活動開始。
- 2015年 - 日本選手権に初出場（初戦敗退）。

## 練習環境
社会人野球のシーズン中でも、大会や予選の合間に「社業優先期間」（試合やチームとしての練習を一切実施しない期間）を設けるなど、部員には滋賀工場での業務の優先を求めている。
創部当初は、カナフレックス社滋賀工場近くの「おくのの運動公園」（東近江市）内の野球場を少年野球チームと共用。午前・午後の2グループに分かれながら、事実上平日に練習していた。河埜が監督就任後にカナフレックス社へ練習環境の改善を要請した結果、工場内の事務所の一角を室内練習場代わりに使うことが認められたため、練習時間の倍増につながった。また、2015年に日本選手権への出場が決まった直後には、カナフレックス社が社員選手の勤務シフトを調整。試合形式での全体練習が可能になった。2016年からは、滋賀工場の敷地内に投球練習場を設けたほか、「おくのの運動公園」以外のグラウンドで平日に練習できる契約を結んでいる。

## 主な出身プロ野球選手
- 安田権守 - 2019年KBOリーグドラフト2次指名10ラウンドで韓国・斗山ベアーズに入団

## 元プロ野球選手の競技者登録
- 河埜敬幸（元：福岡ダイエーホークス） - 監督（2015 - 2019年）→ GM（2020年 - ）
- 高橋二三男（元：ロッテオリオンズ、太平洋クラブライオンズ） - コーチ（2015年 - 2022年途中）
- 岡本克道（元：福岡ソフトバンクホークス） - 投手コーチ（2016 - 2018年）
- 藤井宏政（元：阪神タイガース） - 内野手（2014 - 2017年）→ コーチ（2018年 - 2021年）→　助監督（2022年）
- 北川倫太郎（元：東北楽天ゴールデンイーグルス） - 外野手（2018 - 2021年）
- 山田勉（元：南海ホークス、広島東洋カープ） - 監督（2020年 - 2021年）
- 福間納（元：阪神タイガース） -  投手コーチ（2021年）→ 監督（2022年 - ）
- 日高拓海（元：神奈川フューチャードリームス） - 投手（2023年）